# Chapelle des Pénitents de la Présentation-de-Jésus-au-Temple d'Abriès-Ristolas
La chapelle des Pénitents de la Présentation-de-Jésus-au-Temple d'Abriès-Ristolas est une chapelle du diocèse de Gap et d'Embrun située à Abriès-Ristolas, dans les Hautes-Alpes.

## Histoire et architecture
La chapelle porte deux inscriptions : "1752" sur le clocher et "1777 FRANC. GUERNERIUS FECIT" sur le chevet.
La nef est voûtée en berceau à lunettes, le chœur est constitué d'une travée voûtée d'une coupole sur pendentifs et d'une extrémité demi circulaire couverte de voûtains rayonnants.